# Lorenzo Perosi

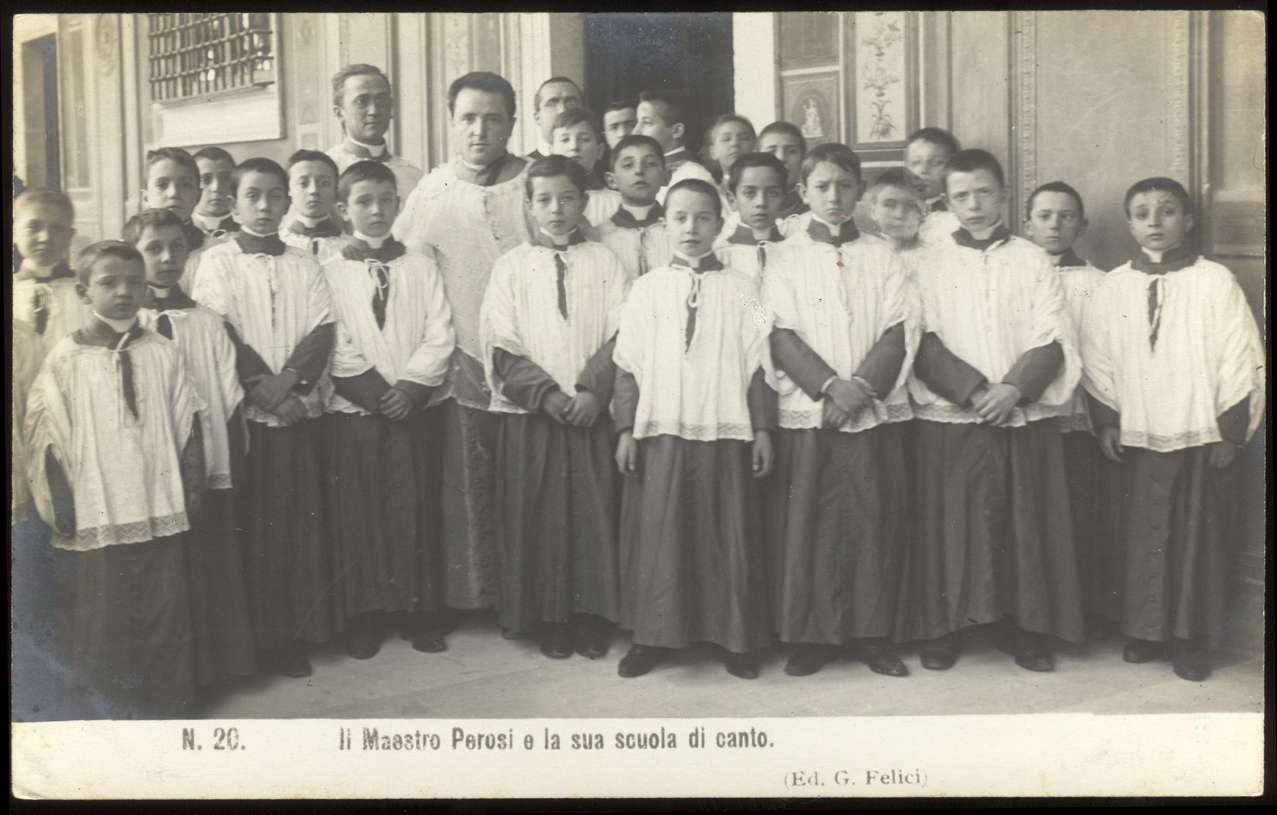
Don Lorenzo Perosi, mit seiner Cappella Sistina, ca. 1905

Don Lorenzo Perosi als junges Genie, Fotopostkarte der 1890er Jahre

Monsignor Lorenzo Perosi (* 21. Dezember  1872 in Tortona, Piemont; † 12. Oktober 1956 in Rom) war katholischer Priester und einer der gefeiertsten und produktivsten Komponisten sakraler Musik in Italien. Er war das einzige Mitglied der Giovane Scuola, der „Jungen Schule“ also, das keine Opern schrieb. Er hatte den größten internationalen Erfolg zwischen 1890 und 1910. Der Friedensnobelpreisträger Romain Rolland hat ihn gelobt, und mehrere Päpste einschließlich des heiligen Papstes Pius X. waren in Freundschaft mit ihm verbunden. Unter fünf Päpsten, vom Pontifikat Leos XIII. an bis fast zum Ende des Pontifikates von Pius XII., war er Kapellmeister der päpstlichen Musikkapelle (Cappella Sistina) und damit Hauptverantwortlicher für die Musik in der päpstlichen Liturgie.

## Leben

### Von seiner Jugend zu seinem großen Ruhm
Lorenzo Perosi war der Sohn des Komponisten Giuseppe Perosi (1842–1908), der vier Jahrzehnte lang Domkapellmeister in Cremona war. Im Juni 1888, mit fünfzehn Jahren, unternahm Lorenzo mit seinem Vater seine erste Reise nach Rom. Bei dieser Gelegenheit bot er Papst Leo XIII. einige seiner Kompositionen an. Nach Studien an den Konservatorien von Rom und Mailand schickte ihn sein Vater Ende 1890 zur Abtei Montecassino, wo er als Organist, Gesangsmeister und Klavierlehrer seinen Unterhalt verdiente und eifrig Choralstudien betrieb. Dies war die Zeit, als vor allem deutsche Choralforscher (Michael Hermesdorff, Raymund Schlecht, Anselm Schubiger und Peter Wagner) und Mönche der französischen Benediktinerabtei Solesmes durch Editionen den Reichtum der Traditionen des Gregorianischen Chorals bewusst machten und über dessen authentische Interpretation debattierten.
In den Jahren 1891 und 1892 studierte Perosi wieder am Mailänder Konservatorium  bei dem Professor und Komponisten Michele Saladino Harmonielehre und Kontrapunkt. Im Januar 1893 studierte er an der Kirchenmusikschule Regensburg bei Franz Xaver Haberl. Außerdem setzte er seine Korrespondenzstudien bei Professor Saladino fort und studierte in den Abteien Beuron, Seckau und Solesmes die dortigen Choral-Handschriften. Haberl war von ihm so begeistert, dass er ihm einen Doppelposten als Kirchenmusikschulprofessor und Regensburger Domorganist anbot. Der altkluge und heimwehkranke Junge lehnte jedoch höflich ab.
Perosi kehrte in seine Heimat zurück. Er unterrichtete Kirchenmusik am Priesterseminar in Vigevano und war von November 1893 bis zum August 1894 Kapellmeister am Dom von Imola. Zudem 1894 hatte er eine Begegnung mit Monsignore Giuseppe Melchiorre Sarto (1835–1914), dem Bischof von Mantua und späteren Papst Pius X., der ihm als zukünftiger Patriarch von Venedig die Stelle des Kapellmeisters von San Marco (Cappella Marciana) anbot. Dieses Zusammentreffen am 25. Mai 1894 sollte weitreichende Folgen für Perosi selbst und auch für die Musica sacra im Allgemeinen haben.
Am 22. September 1894 wurde Perosi zum Diakon geweiht. Zum Weihnachtsfest des Jahres 1894 leitete er die Cappella Marciana von Venedig zum ersten Mal. Am 25. Mai 1895 wurde Perosi zum Priester geweiht.

Perosi und Arturo Toscanini, in Mailand bei der Weltpremiere Mosè (1901)

Die Ernennungsurkunde zum Kapellmeister der römischen Cappella Sistina, datiert vom 15. November 1898, nahm Perosi in einer Privataudienz am 15. Dezember 1898 aus den Händen von Papst Leo XIII. (1878–1903) entgegen. Er war nun Maestro Perpetuo della Cappella Musicale Pontificia – Kapellmeister der päpstlichen Musikkapelle auf Lebenszeit.
Als Perosi diese wichtigen Posten in Imola, in Venedig und schließlich in Rom antrat, begann seine produktivste Schaffensperiode. Alle großen Arbeiten Perosis, von kleinen Motetten bis hin zu den großen Oratorien, wurden während dieser Jahre geschrieben. Als musikalischer Berater von Papst Pius X. wurde er als Mitverfasser des Motu proprio Tra le sollecitudini (Über die Kirchenmusik) benannt.

### Die letzten Jahrzehnte
Ab 1907 mehrten sich bei ihm körperliche und geistige Probleme. Es zirkulierten Gerüchte, er sei „verrückt“. 1922 wurde er gar für unzurechnungsfähig erklärt. Aber nur ein Jahr später war Perosi mehr beschäftigt denn je.
Perosis letzte Jahre wurden durch viele Triumphe gekennzeichnet. Der neue Aufbruch setzte bald mit den internationalen Kongressen für Kirchenmusik ein. In dieser Zeit wurde Perosi in der Leitung der Cappella Sistina von Don Antonio Rella (1869–1951) unterstützt, bis schließlich im Jahre 1952 Don Domenico Bartolucci, der später Kardinal wurde, sein offizieller Assistent wurde und ihm nach seinem Tod auch nachfolgen sollte. 1953 erhielt Perosi einen Antonio-Feltrinelli-Preis. Am 12. März 1955, zum sechzehnten Jahrestag der Krönungsfeierlichkeiten des Papstes Pius XII., dirigierte Perosi zum letzten Mal die Cappella Sistina.
Wenige Stunden vor seinem Tod sprach er ein Dankgebet:

„Ti ringrazio Signore, di avermi fatto cristiano, di avermi fatto sacerdote, di avermi fatto scrivere quello che il mondo canta e canterà in tua lode. Amen.“

„Ich danke dir, Herr, dass du mich zum Christen gemacht hast, dass du mich zum Priester gemacht hast, dass du mich hast schreiben lassen, was die Welt zu deinem Lob singt und singen wird. Amen.“

## Werke (Auswahl)
Mehr als 3000 Kompositionen von Lorenzo Perosi sind bekannt.

### Oratorien
- La Passione di Cristo secondo S. Marco (1897)
- La Trasfigurazione di Cristo (1898)
- La Risurrezione di Lazzaro (1898)
- La Risurrezione di Cristo (1898)
- Il Natale del Redentore (1899)
- La Strage degli Innocenti (1900)
- Il Giudizio Universale (1904)
- Transitus Animae (1907)

### Messen
- Missa In Honorem Ss. Gervasii et Protasii (1895)
- Missa “Te Deum Laudamus” (1897)
- Missa Eucharistica (1897)
- Missa (Prima) Pontificalis (1897)
- Messa da Requiem (1897)
- Missa “Benedicamus Domino” (1899)
- Missa Cerviana
- Missa Secunda Pontificalis (1906)

### Instrumental
- 14 Streichquartette
- Klavierquartette
- Violinkonzerte
- Klarinettenkonzert

### Symphonische Dichtungen
- Mosè (1900)

### Deutsch
- Helmut Hesse: Lorenzo Perosi. Sein Leben und seine Musik. In Musica Sacra, 101. Jg., 1981, Heft 5, S. 343–349.
- Romain Rolland: Musiker von Heute. Rütten & Loening, Berlin 1972.

### Englisch
- Leonardo Ciampa: Don Lorenzo Perosi. Bloomington 2006, ISBN 1-4259-3440-4.

### Italienisch
- Andrea Amadori: Lorenzo Perosi. Documenti e inediti. Lucca 1999, ISBN 88-7096-233-4.
- Adriano Bassi: Don Lorenzo Perosi. L’uomo, il compositore e il religioso. Fasano 1994, ISBN 88-7514-708-6.
- Adelmo Damerini: Lorenzo Perosi. Rom 1924.
- Ferdinand Haberl: Lorenzo Perosi 1872-1956. In Musica Sacra, 92. Jg., 1972, Heft 5, S. 247–249.
- Graziella Merlatti: Lorenzo Perosi, una vita tra genio e follia. Genua, 2006, ISBN 88-514-0330-9.
- Zaccaria Musmeci: Don Lorenzo Perosi e le sue opere. Acireale 1932.
- Teodoro Onofri: Lorenzo Perosi nei Giorni Imolesi. Imola 1977.
- Sergio Pagano: L’epistolario “vaticano” di Lorenzo Perosi. Genua, 1996, ISBN 88-211-9120-6.
- Mario Rinaldi: Lorenzo Perosi. Rom 1967.
- Marino Sanarica: Lorenzo Perosi. Rimini 1999, ISBN 88-804-9161-X.